# Glenn Buchanan
Glenn Buchanan (n. 19 noiembrie 1962, Townsville, Queensland, Australia) este un înotător ce a reprezentat Australia, medaliat olimpic. A participat la o ediție a Jocurilor Olimpice (1984) în care a câștigat 3 medalii de bronz.